# Enneapterygius cheni
Enneapterygius cheni is een straalvinnige vissensoort uit de familie van drievinslijmvissen (Tripterygiidae). De wetenschappelijke naam van de soort is voor het eerst geldig gepubliceerd in 1996 door Wang, Shao & Shen.